# Adrián Calero
Adrián Calero (Lima, Perú, 18 de septiembre de 2001) es un futbolista peruano. Juega como delantero y su equipo actual es Academia Cantolao de la Liga 2.

## Trayectoria
Universitario de Deportes
Fue formado en las divisiones menores de Universitario de Deportes. Luego de estar entrenando con el plantel principal desde noviembre de 2020, firmó su primer contrato profesional con el plantel merengue. En busca de mayor oportunidades y en suma de minutos fue enviado a préstamo a Los Chankas por toda la temporada 2021. Luego de terminar su préstamo renovó por dos años más con el cuadro merengue hasta el 2023. Fue inscrito para la Copa Libertadores 2022 y viajó a Guayaquil para enfrentar a Barcelona.
En el 2024 fichó por Deportivo Municipal. Por un tema de pagos no pudo clasificar a las liguillas finales. Fue una de las revelaciones del club al anotar 3 goles en 14 partidos.

## Clubes
| Club                      | País | Año    |
| ------------------------- | ---- | ------ |
| Universitario de Deportes | Perú | 2020   |
| Los Chankas               | Perú | 2021   |
| Universitario de Deportes | Perú | 2022   |
| Pirata                    | Perú | 2023   |
| Deportivo Municipal       | Perú | 2024   |
| Centro Social             | Perú | 2024 - |
| Academia Cantolao         | Perú | 2025 - |